# 辻田克巳
辻田克巳（つじた かつみ、1931年〈昭和6年〉3月28日 - 2022年〈令和4年〉8月24日）は、俳人。日本文藝家協会会員。俳人協会副会長、朝日新聞京都俳壇選者を務めた。

## 人物
京都市生、京都大学文学部卒、中学校教員を経て高校教員となる。
1957年（昭和32年）、「天狼」「氷海」に同時に入会し、山口誓子、秋元不死男に師事。
1960年（昭和35年）「氷海」同人。
1974年（昭和49年）「天狼」同人。
1978年（昭和53年）「氷海」終刊、「狩」創刊同人。
1989年（平成元年）に教職を辞し、1990年（平成2年）「幡」を創刊・主宰。
句集に『明眸』『オペ記』『頬杖』『昼寝』『焦螟』『稗史』『ナルキソス』『春のこゑ』など。
2022年（令和4年）8月24日午前6時41分、誤嚥性肺炎のため京都府の病院で死去。91歳没。

## 受賞
- 1960年 - 第9回氷海賞
- 1968年 - 第2回星恋賞（「氷海」同人賞）
- 1972年 - 天狼コロナ賞（「オペ記」50句により）
- 1981年 - 第4回俳人協会新人賞（句集『オペ記』により）
- 1991年 - 第1回紫式部市民文化賞（句集『幡』により）
- 2010年 - 第51回俳人協会賞（句集『春のこゑ』により）